# Municipio de Palmillas
El municipio de Palmillas es uno de los 43 municipios en que se encuentra dividido el estado mexicano de Tamaulipas, localizado en la zona suroeste del estado, su cabecera es el pueblo de Palmillas.
La cabecera municipal está localizada a los 23º18' latitud norte y a los 99º32' longitud oeste, a una altitud 1293 m s. n. m. El Municipio está ubicado en la parte suroeste de Tamaulipas. Limita al Norte con el Municipio de Jaumave y Municipio de Miquihuana; al sur con el Municipio de Tula (Tamaulipas) y al oeste con el Municipio de Bustamante (Tamaulipas). Cuenta con una extensión territorial de 484.71 kilómetros cuadrados, que representa el 0.95 por ciento del total del Estado de Tamaulipas.

## Demografía
De acuerdo con el Censo de Población y Vivienda llevado a cabo por el Instituto Nacional de Estadística y Geografía en 2020, la población total del municipio de Palmillas asciende a 1,917 personas; de las cuales 961 son hombres y 956 son mujeres.

### Localidades
Palmillas está integrado por un total de 25 localidades, las más pobladas según el censo del 2020 son las siguientes:
| Localidad                 | Población |
| Total Municipio           | 1,917     |
| Palmillas                 | 1,200     |
| El Llano de Azuas         | 220       |
| Seis de Abril             | 122       |
| San Vicente               | 78        |
| El Naranjo (El Naranjito) | 74        |
| Los Arrieros              | 41        |
| El Terrero (El Balcón)    | 33        |
| El Aguacate               | 32        |
| San José de Palmillas     | 26        |
| El Salitrillo             | 23        |

## Personas destacadas
- Francisco Estrada (1835-1917), General Revolucionario.

- (J. Jesús Pérez Castillo) presidente municipal 2005-2007 gestor principal de la construcción del camino palmillas-san Vicente.